# زمین‌لرزه ۱۹۴۱ هندوستان
زمین‌لرزه هندوستان در تاریخ ۲۶ ژوئن ۱۹۴۱ میلادی، برابر با ‎۵ تیر ۱۳۲۰، ساعت ۱۱:۵۲:۰۶ به زمان یوتی‌سی در هندوستان رخ داد. ژرفای این زلزله ۴۹٫۱ کیلومتر بود. بزرگی آن ۷٫۷ در مقیاس Mw اعلام شده است. زمین‌لرزه به وقت محلی در روز پنج‌شنبه، ساعت ۱۶٫۵ روی داده و منطقه زمانی آن یوتی‌سی +۵٫۵ بوده است.
سازمان زمین‌شناسی آمریکا نیز جای این زمین‌لرزه را در مختصات ۱۲°۳۰′شمالی ۹۲°۳۰′شرقی / ۱۲٫۵°شمالی ۹۲٫۵°شرقی و بزرگی آن را برابر با ۷٫۶ در مقیاس ریشتر اعلام کرده است. ژرفای گزارش شده از سوی این سازمان ۵۵ کیلومتر می‌باشد.
سونامی نیز در این زلزله گزارش شده است.